# ヴァルマロート
ヴァルマロート (独: Wallmerod)はドイツ連邦共和国 ラインラント＝プファルツ州ヴェスターヴァルト郡にある町村。

## 地理

### 位置
モンタバウア とレンネロートの間にあり、ヴァルマロート連合自治体 (独: Verbandsgemeinde Westerburg) の行政庁所在地である。